# Cartesian Dreams
Cartesian Dreams ist das siebte Studioalbum der US-amerikanischen Melodic-Rock-Band House of Lords.

## Entstehung
Das Album wurde 2009 im Studio des Sängers James Christian aufgenommen. Es enthält 12 Titel, von denen zwei in Zusammenarbeit mit dem Gitarristen Tommy Denander entstanden, der diese Titel auch produzierte. Außerdem ist mit dem Titel Repo Man ein Duett des Sängers mit seiner Ehefrau Robin Beck enthalten.
Cover
Das Cover des Albums zeigt eine zwischen zwei steinernen Säulen stehende Frau in einem weißen Gewand, die dem Betrachter den Rücken zugekehrt hat. Sie blickt über einen See, der von zwei Bergkuppen begrenzt wird, über denen zwei Löwen ein Wappenschild halten. Am Gürtel der Frau ist ein Schwert zu sehen. Das Wappen ist seit dem Debütalbum der Gruppe ein wiederkehrendes Motiv, während das Schwert, das auch noch einmal auf der Rückseite der CD-Hülle abgebildet ist, das Covermotiv des zweiten Albums, Sahara, war.
Veröffentlichung
Das Album wurde in Europa am 18. September 2009 auf CD veröffentlicht; andere Ausgabeformen sind nicht bekannt.

## Rezeption
Das Magazin Rocks schrieb unter der Überschrift „Widerhall vom Reißbrett“:

„Es gehört Mut dazu, für sich selbst zu proklamieren, Arena-Rock zu spielen, ohne jemals alleine eine ausverkauft zu haben. House of Lords waren ein Projekt von Gregg Giuffria (ehemals Angel), das auf dem Reißbrett entstand; und genau so klingt es auch 2009. Bloß ohne Giuffria. Einzig Sänger James Christian ist noch von der Originalbesetzung dabei. Das reicht nicht. Ohne seine Stimme verlöre diese CD schnell ihren Reiz. Wie schon auf den letzten zwei Alben gibt es nur wenige Highlights, in diesem Fall das großartige ›Joanna‹. Der Rest ist Widerhall. Oder peinlich Plumpes wie der Irak-Song ›Desert Rain‹. Melodic-Rocker sollten ihre Finger von politischen Theman lassen. Und Christian endlich bei Axel Rudi Pell einsteigen.“

## Titelliste
1. 5:15 – Cartesian Dreams (Baker, Christian, Bell, Zampa)
2. 4:31 – Born to Be Your Baby (Baker, Christian, Bell, Zampa)
3. 5:08 – Desert Rain (Baker, Christian, Bell, Zampa)
4. 3:45 – Sweet September (Christian, Denander, Reed, Baker)
5. 3:32 – Bangin'  (Baker, Christian, Bell, Zampa)
6. 4:25 – A Simple Plan (Baker, Christian, Bell, Zampa)
7. 4:06 – Never Never Look Back (Christian, Denander, Baker)
8. 5:53 – The Bigger They Come (Baker, Christian, Bell, Zampa)
9. 4:11 – Repo Man (Duett mit Robin Beck) (Baker, Christian, Bell, Zampa)
10. 4:45 – Saved By Rock  (Baker, Christian, Bell, Zampa)
11. 3:30 – Joanna (Baker, Christian, Bell, Zampa)
12. 4:41 – The Train (Bonustrack)